# کلاته کاظم (باخرز)
کلاته کاظم، روستایی از توابع بخش بالاولایت شهرستان باخرز در استان خراسان رضوی ایران است.

## جمعیت
این روستا در دهستان بالاولایت قرار دارد و براساس سرشماری مرکز آمار ایران در سال ۱۳۸۵، جمعیت آن ۸۱۶ نفر (۱۶۴خانوار) بوده‌است.الان بالای ۳۰۰ خانوار است